# Autoreisezugwagen

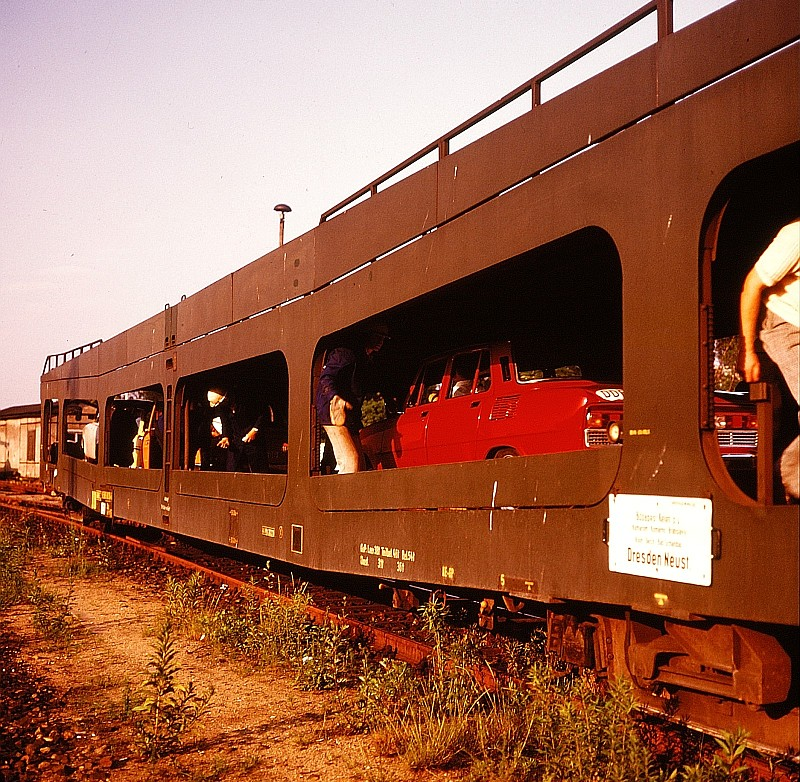
Autoreisezugwagen der DR

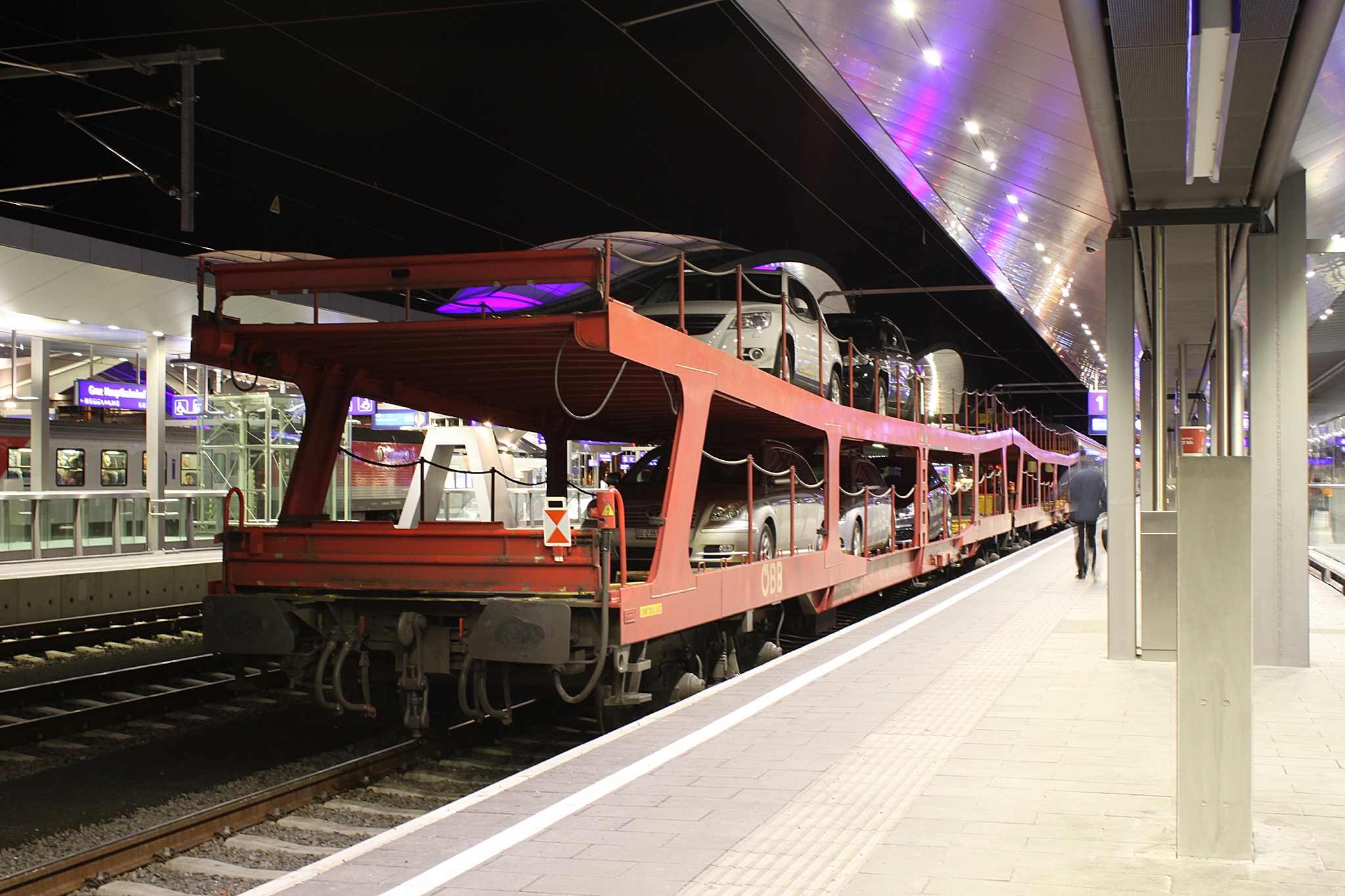
Autoreisezugwagen der ÖBB

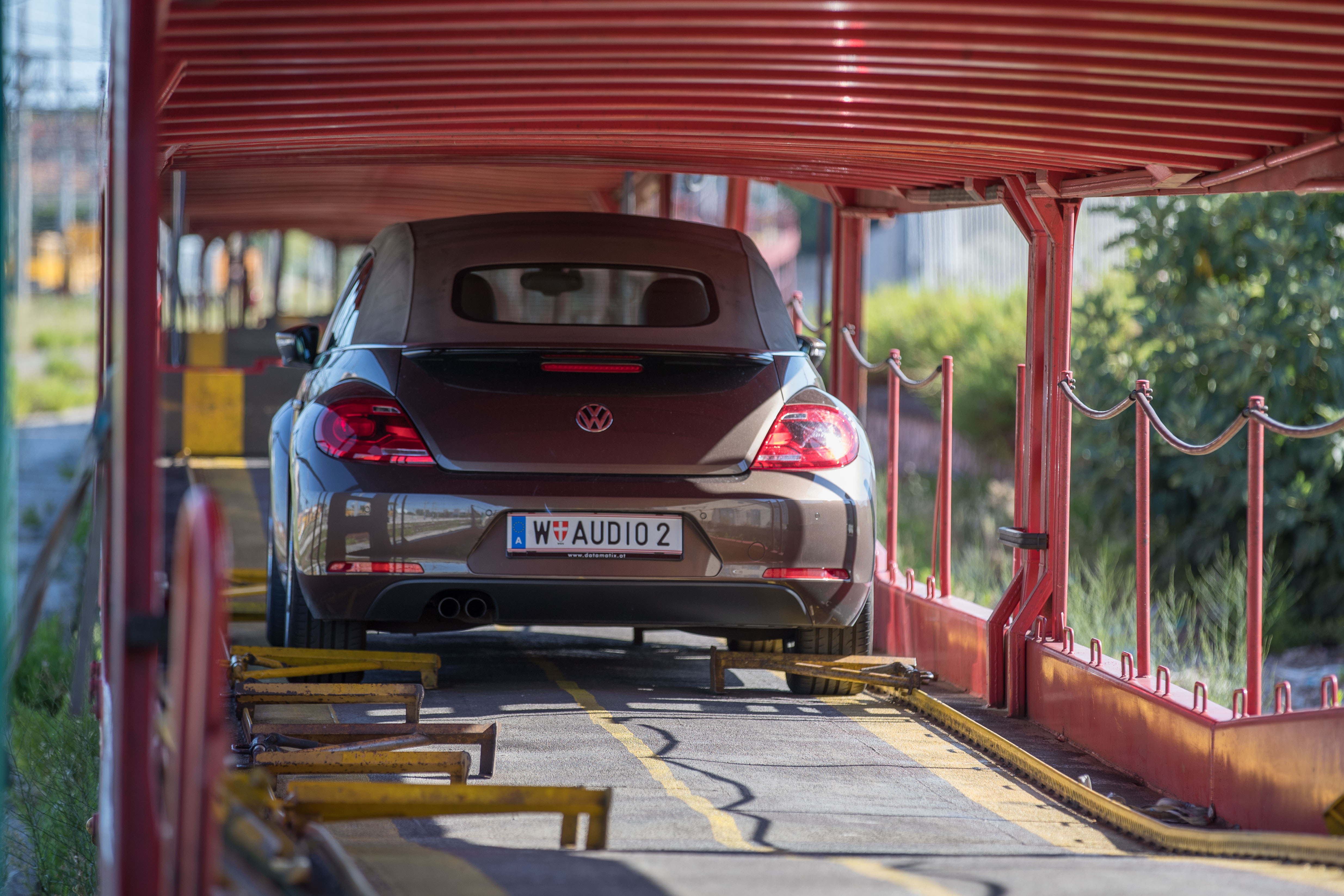
Ansicht unteres Deck

Ein Autoreisezugwagen ist ein in Reisezügen eingesetzter Eisenbahnwagen für die Beförderung von Personenkraftwagen und Motorrädern im Schienenpersonenfernverkehr (Autoreisezug). Er ist in der Regel als Doppelstockwagen ausgeführt. Autoreisezugwagen werden als Gepäckwagen eingeordnet, durch das Zusammenfallen von Doppelstock- und Gepäckwagen entsteht das Gattungszeichen DD.
Da Autoreisezüge schneller als Güterzüge fahren, werden vierachsige Drehgestellwagen bevorzugt. Diese werden als doppelstöckige Gepäckwagen mit der Gattung DD(m) bezeichnet. Damit sind Geschwindigkeiten bis zu 160 km/h möglich. Zusätzlich erhalten Autoreisezugwagen Durchgangsleitungen für die Zugsammelschiene, UIC- und ep-Leitung. Sie sind erforderlich, damit die Autoreisezugwagen an beliebiger Stelle im Zug und damit auch zwischen Lokomotive und Reisezugwagen eingestellt werden können.
Die Autotransportwagen sind mit abklappbaren Überfahrbrücken ausgestattet, die es ermöglichen, mehrere gekuppelte Wagen vom Ende her zu be- und entladen. Das obere Deck wird über eine Rampe befahren. Um einerseits über die Puffer fahren zu können, andererseits auch Fahrzeuge größerer Dachhöhe (beispielsweise Vans) befördern zu können, ohne das Lademaß zu überschreiten, sind beide Ladeebenen zur Wagenmitte hin abgesenkt. Höhere Fahrzeuge werden dann in der Mitte des Oberdecks befördert. Auf der unteren Ebene können auch Motorräder verladen werden.
Die Deutsche Bundesbahn beschaffte insgesamt 165 Wagen des Typs DDm915. Die ersten 40 davon wurden 1969 bei Waggonbau Graaff gebaut, die restlichen 1970 bis 1973 bei der Waggonfabrik Uerdingen. Diese Wagen blieben bis zum Ende des Autoreisezugverkehrs 2016 in Betrieb.
1971/1972 nahm die Deutsche Reichsbahn 37 Wagen des Typs DDm vom französischen Unternehmen ANF in Betrieb. Sie wurden bei der Deutschen Bahn als DDm916 bezeichnet und bis 2004 eingesetzt.
Der Autotransport über den Hindenburgdamm (Sylt Shuttle) von und nach Sylt wird als Autoverladung ausgeführt, bei der die Reisenden im Kraftfahrzeug sitzen bleiben.
Die Österreichischen Bundesbahnen nahmen 1971 zehn Wagen DDm 98-80 von der Waggonfabrik Uerdingen in Betrieb, die den DDm915 der DB stark ähneln. In den Jahren 1982 bis 1990 wurden achtzig weiterentwickelte Wagen DDm 98-70 bei den Jenbacher Werken gebaut, wovon die ersten 40 in Eurofima-C1-Lackierung gestrichen waren. 
Zwischen Frankreich und England werden für die Pendelzüge „Le Shuttle“ im Eurotunnel unter dem Ärmelkanal ein- und doppelstöckige geschlossene Autoreisezugwagen mit Sondermaßen eingesetzt. Auch hier bleiben die Reisenden bei oder in ihrem Kraftfahrzeug.